# 雙帶副緋鯉

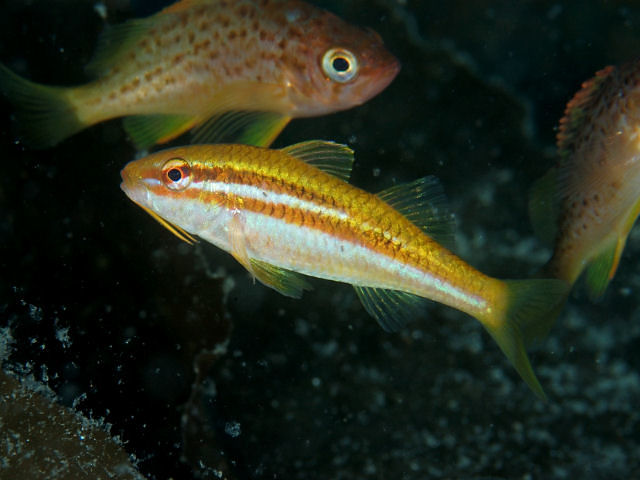
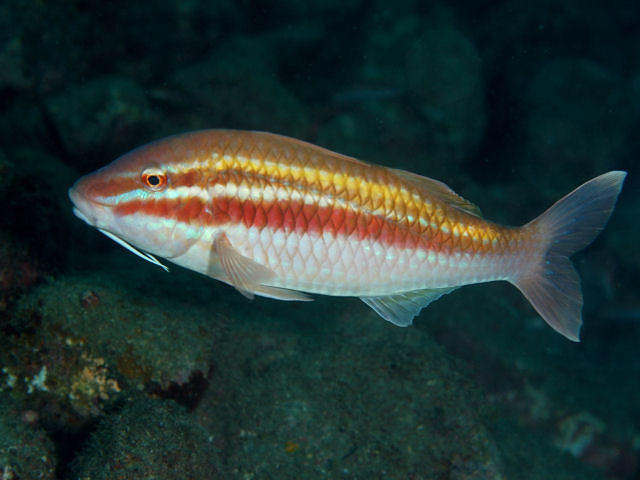
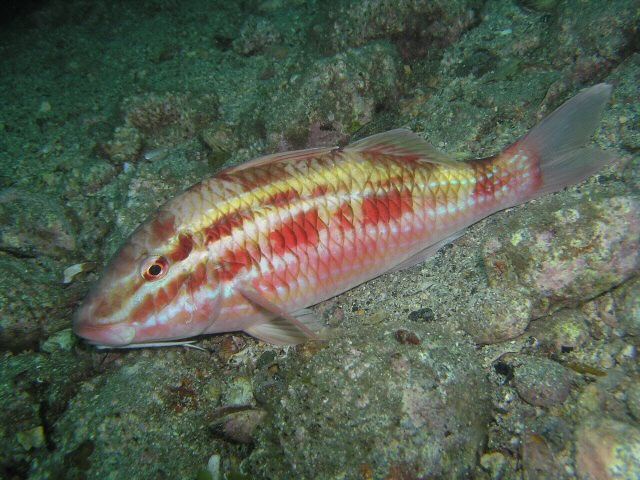

雙帶副緋鯉（学名：Parupeneus biaculeatus）為輻鰭魚綱鱸形目鱸亞目鬚鯛科的其中一種，分布於西北太平洋區，包括日本、台灣、中國、香港、越南等海域，體長可達19公分，生活在珊瑚礁、岩礁區，屬肉食性，以甲殼類、多毛類為食。相似中文名為（Parupeneus crassilabris）。